# Локомотиви БДЖ серии 200.60 и 300.60
До края на Първата световна война са пуснати в експлоатация общо около 840 км железопътни линии с междурелсие 600 мм, а други около 140 км са готови без положено горно строене. За обслужването на тези линии са набавени няколко типа локомотиви: двуосни тип В (0-2-0), триосни тип С (0-3-0), сдвоени тип (С + С) – Doppellokomotive и четириосни тип D (0-4-0). В началото, поради спешната необходимост от подвижен състав, една част от локомотивите и вагоните са закупени след употреба (на старо). Повечето от двуосните и част от триосните локомотиви има вероятност да са закупени от строителни предприемачи и индустриалци за собствени нужди. В началото на войната машините са били мобилизирани и по-късно откупени за нуждите на армията. Вече от 1916 г. нататък доставките се извършват по редовни поръчки, чрез споразумение с германското военно командване, за периодичното отделяне на необходимите ни локомотиви и вагони от тези, строени за германската армия. Локомотивите са получавани и експлоатирани до 1936 г. с номера по единната германска номерация за теснолинейните локомотиви.
Получените от българските военни теснолинейни железници 20 сдвоени (С + С) локомотива, до края на военните действия са разделени. Така се получават по два самостоятелни локомотива тип С (0-3-0). Това се налага, защото последните изискват почти двойно повече усилия и време за текущо обслужване, ремонт и експлоатация при не много по-големи тракционни възможности.
Предадените със „Закона за уреждане положението на строените за военни нужди, през време на европейската война, железопътни линии“ през 1920 г. локомотиви на БДЖ са общо 105: 5 броя тип В (0-2-0), 13 броя тип С (0-3-0) и 87 броя тип D (0-4-0). Тези машини се използват за извършване на превозите по железопътните линии 600 мм за общо ползване, получени със същия закон. Част от локомотивите са предадени за работа в строителството на пристанища, мини и на други линии със стопанско предназначение.
През 1936 г. теснолинейните локомотиви за междурелсие 600 мм получават серийни означения: двуосните тип В – серия 20060, триосните тип С – серия 30060 и четириосните тип D – серия 40060.

## Експлоатационни и фабрични данни за локомотивите[2]
Експлоатационни и фабрични данни за серия 20060
| Експлоатационен номер | Експлоатационен номер | Фабрика              | фабр. № / година | Бележки                                                            |
| през 1920 г.          | от 1936 г.            | Фабрика              | фабр. № / година | Бележки                                                            |
| --------------------- | --------------------- | -------------------- | ---------------- | ------------------------------------------------------------------ |
| 4911                  | 201                   | O. & Köppel – Berlin | 4911/1911        | Бракуван 1937 г.                                                   |
| 4787                  | -                     | Henschel – Cassel    | 4787/1898        | Бракуван 1933 г.                                                   |
| 5912                  | 202                   | Borsig – Berlin      | 5912/1906        | Военна фабрика Казанлък 1938 г. Експонат в депо Ст. Загора 1965 г. |
| 2173                  | 203                   | O. & Köppel – Berlin | 2173/1906        | Бракуван 1960 г.                                                   |
| 7008                  | -                     | липсват данни        | липсват данни    | Бракуван 1933 г.                                                   |

Експлоатационни и фабрични данни за серия 30060
| Експлоатационен номер | Експлоатационен номер | Фабрика              | фабр. № / година | Бележки                                      |
| през 1920 г.          | от 1936 г.            | Фабрика              | фабр. № / година | Бележки                                      |
| --------------------- | --------------------- | -------------------- | ---------------- | -------------------------------------------- |
| 27А                   | -                     | Krauss – Linz        | 2901А/1893       | Бракуван 1933 г.                             |
| 27В                   | 301                   | Krauss – Linz        | 2901В/1893       | Прист. строежи 1949 г.                       |
| 40А                   | 302                   | Krauss – Linz        | 2914А/1893       | Прист. строежи 1949 г.                       |
| 40В                   | 303                   | Krauss – Linz        | 2914В/1893       | Министерство на тежката промишленост 1952 г. |
| 42А                   | 304                   | Krauss – Linz        | 2916А/1894       | ГНС-Шумен 1952 г.                            |
| 42В                   | -                     | Krauss – Linz        | 2916В/1894       | Бракуван 1933 г.                             |
| 114В                  | 305                   | Henschel – Cassel    | 4951/1898        |                                              |
| 126A                  | -                     | Krauss – Linz        | 4137/1900        | Бракуван 1933 г.                             |
| 126В                  | 306                   | Krauss – Linz        | 4138/1900        | Прист. строежи 1949 г.                       |
| 147А                  | 307                   | Borsig – Berlin      | 4787А/1900       | ГНС-Шумен 1952 г.                            |
| 119А                  | -                     | Borsig – Berlin      | 4689А/1899       | Бракуван 1933 г.                             |
| 119В                  | 308                   | Borsig – Berlin      | 4689В/1899       | Прист. строежи 1949 г.                       |
| 529                   | 309                   | O. & Köppel – Berlin | 8475/1918        | мини „Чумерна“ 1945 г.                       |